# Truman Capote
Truman Garcia Capote (wymowa [ˈtruː.mən kaˈpoʊ.ti]), właściwie Truman Streckfus Persons (ur. 30 września 1924 w Nowym Orleanie, zm. 25 sierpnia 1984 w Los Angeles) – amerykański pisarz i scenarzysta.

## Życiorys
Pochodził z Południa, dzieciństwo spędził w Luizjanie, Alabamie i Missisipi. Jego matka popełniła samobójstwo. Jako samotne dziecko Capote nauczył się sam czytać i pisać, zanim rozpoczął pierwszy rok nauki w szkole. O swoich początkach Capote opowiadał: „Pisałem naprawdę poważnie, gdy miałem około jedenastu lat. Mówię poważnie w tym sensie, że tak jak inne dzieci wracają do domu i ćwiczą grę na skrzypcach lub pianinie lub czymkolwiek innym, ja wracałem ze szkoły do domu każdego dnia i pisałem przez około trzy godziny. Byłem tym zafascynowany”. Po ukończeniu szkoły średniej przez pewien czas pracował jako goniec w redakcji tygodnika The New Yorker, co stworzyło mu okazję do nawiązania pierwszych kontaktów literackich. Otwarcie przyznawał się do swojej homoseksualności. Był w związku z Newtonem Arvinem, profesorem literatury College’u im. Smitha.

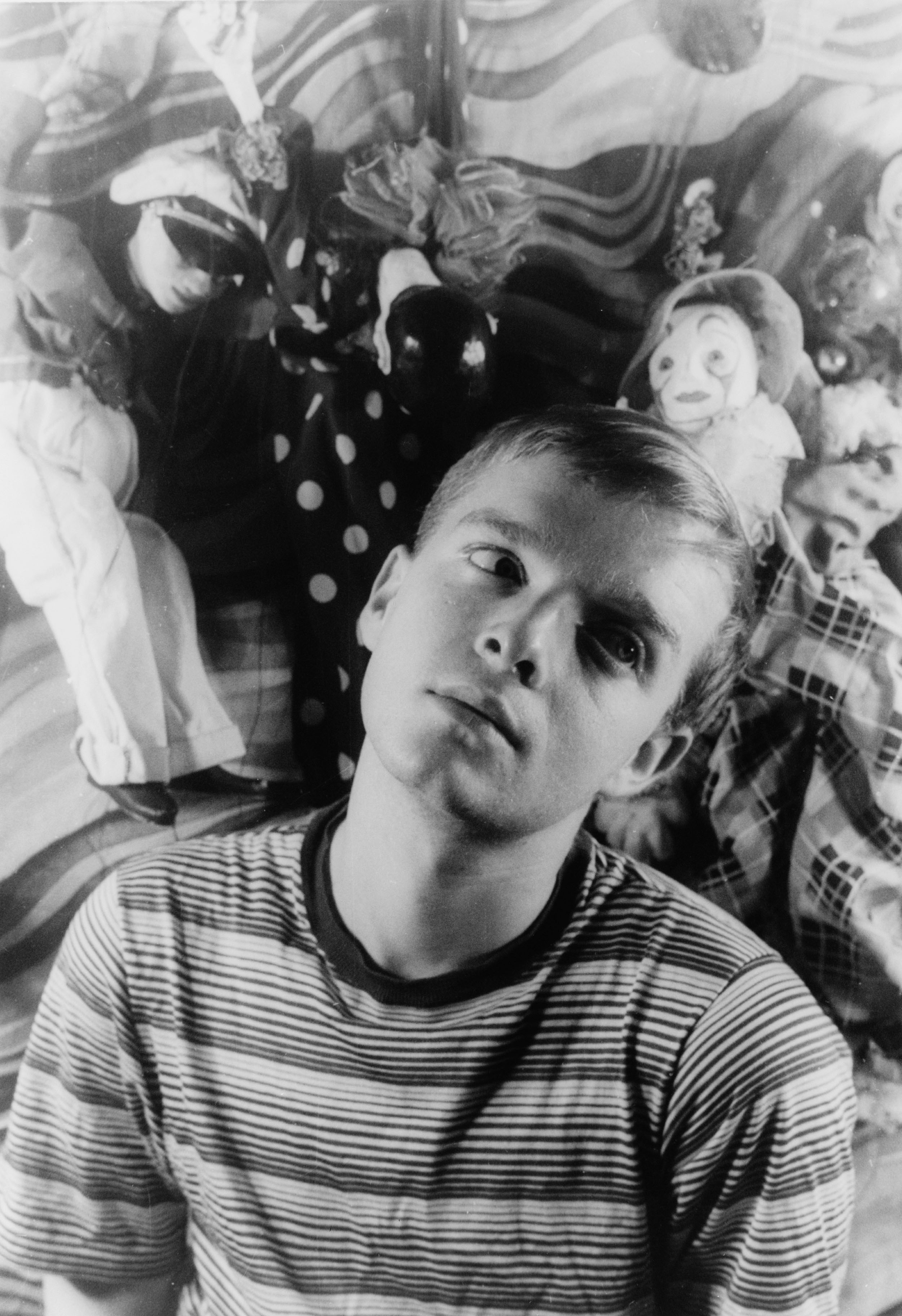
Truman Capote, 1948

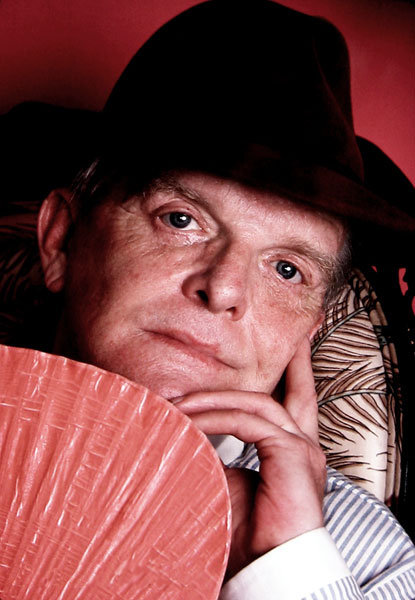
Truman Capote, ok. 1980

Debiutował jako nowelista zbiorem Zatrzaśnij ostatnie drzwi (1943, Shut the Final Door), po którym wydał kilka jeszcze tomów opowiadań wyróżniających się subtelnością psychologicznego rysunku postaci, ulotnością nastroju i wdziękiem stylistycznym, ale uznaną pozycję literacką zdobył dzięki dwóm powieściom – Inne głosy, inne ściany (1948, Other Voices, Other Rooms), zawierające wyraźne pierwiastki autobiograficzne opowieści o dojrzewaniu uczuciowym młodego chłopca, i Harfa traw (1951, The Grass Harp), której bohaterowie uciekają w dzieciństwo, chroniąc się w ten sposób przed okrucieństwem „normalnego” życia, i rezydują gromadnie w rozrosłym drzewie.
Podobne przesłania zawiera opowiadanie Śniadanie u Tiffany’ego (1958, Breakfast at Tiffany’s), portretujące młodą dziewczynę, która nie chce stabilizacji i nawet na wizytówce umieszcza informację, że znajduje się permanentnie „w podróży”.
Natomiast ostatnia z szeroko znanych powieści Capote’a, Z zimną krwią (1966, In Cold Blood), utrzymana jest w zupełnie odmiennym tonie i napisana inną techniką; jest to swoista „powieść dokumentalna”, drobiazgowo rekonstruująca szczegóły krwawej zbrodni, popełnionej przez dwóch recydywistów na czteroosobowej rodzinie farmerskiej z miasteczka Holcomb, a następnie przedstawiająca równie szczegółowo przebieg procesu i zachowanie się zabójców przed wyrokiem i po nim, aż po sam dzień egzekucji.
Najbardziej oryginalne utwory Capote’a z pierwszego okresu twórczości nie znalazły w zasadzie naśladowców, natomiast powieść Z zimną krwią dała na swój sposób początek fali „powieści dokumentalnych”, które ze szczególnym zapałem uprawiać zaczął Mailer. Po ogromnym międzynarodowym sukcesie Z zimną krwią w twórczości Capote’a nastąpiło swoiste „zawirowanie”.
Przez wiele lat pracował nad zamierzoną na proustowską skalę powieścią Answered Prayers, której nigdy nie ukończył (duży fragment ukazał się za życia autora w jednym z czasopism). Zachowane trzy rozdziały wydano w 1987, z podtytułem The Unfinished Novel (Wysłuchane modły. Powieść nieukończona), w opracowaniu M. Foksa. Powieść, o wyraźnie autobiograficznym charakterze, portretująca nowojorskie środowisko artystyczne wraz z jego międzynarodowymi koneksjami, wywołała wzburzenie z powodu agresywnych i drastycznych charakterystyk wielu luminarzy amerykańskiego życia artystycznego i intelektualnego.
Podczas nauki w Trinity School, w Nowym Jorku Capote w teście inteligencji uzyskał wynik 215 punktów.
Pisarz w 94 proc. zapamiętywał dosłowną treść wszystkich rozmów, które przeprowadzał. Ta umiejętność ułatwiła napisanie powieści Z zimną krwią.
Zmarł w wieku niespełna 60 lat, w domu swej starej przyjaciółki Joanne Carson. Przyczyną śmierci była choroba wątroby (związana z alkoholizmem Trumana w ostatnich latach przed śmiercią).

### W filmie
W 1976, w filmie Zabity na śmierć, wystąpił jako milioner Lionel Twain.

## Filmy biograficzne
W 2005 Bennett Miller wyreżyserował film pod tytułem Capote, który przedstawia okres życia pisarza podczas pisania książki Z zimną krwią. Tytułowego bohatera zagrał Philip Seymour Hoffman. Film zyskał przychylne opinie krytyków filmowych i otrzymał wiele prestiżowych nagród i nominacji.
W 2006 powstał film Bez skrupułów w reżyserii Douglasa McGratha, który opowiada również o okresie z życia Trumana, w którym pracował nad książką Z zimną krwią. W rolę Capote’a wcielił się Toby Jones. Film opowiada głównie o relacjach między Trumanem Capote’em a oskarżonym o morderstwo, na podstawie którego powstała powieść, Perrym Smithem.

## Twórczość
- Letnia przeprawa (Summer Crossing), (pierwsza powieść, wydana dopiero w 2005)
- Inne głosy, inne ściany (Other Voices, Other Rooms), (powieść, 1948)
- Drzewo nocy i inne opowieści, w Polsce wydane pod tytułem Miriam (A Tree of Night and Other Stories) (1949)
- Harfa traw (The Grass Harp) (sztuka, 1951)
- House of Flowers (musical, 1954)
- The Muses Are Heard (reportaż, 1956)
- Śniadanie u Tiffany’ego (Breakfast at Tiffany’s) (powieść, 1958)
- Z zimną krwią (In Cold Blood) (powieść, 1966)
- A Christmas Memory (pamiętniki, 1966)
- Muzyka dla kameleonów (Music for Chameleons) (opowiadania, 1980)
- Wysłuchane modlitwy. Powieść nieukończona (Answered Prayers: The Unfinished Novel) (1986)
- Psy szczekają (The Dogs Bark) (opowiadania, 1982)